# Чюо (район, Сайтама)

35°51′42″ пн. ш. 139°38′43″ сх. д. / 35.86167° пн. ш. 139.64528° сх. д.
Райо́н Чюо́ (яп. 中央区, ちゅうおうく, МФА: [t͡ɕuːoː ku̥], «Центральний район») — район міста Сайтама префектури Сайтама в Японії. Станом на 1 жовтня 2008 площа району становила 8,39 км². Станом на 1 січня 2009 населення району становило 93 651 осіб.